# Paleogeografi

Animation som visar utvecklingen av kontinenter från Pangea till deras nuvarande utseende.

Paleogeografi är en gren av geologin som handlar om att studera och rekonstruera historisk geografi. Ordet härleds ur det grekiska palaios vilket betyder "forntida" eller "gammal", ge som betyder "jord" och grafein vilket betyder "att skriva", eller "att beskriva". En av de mest kända paleogeograferna är Alfred Wegener, som lade fram teorin om kontinentaldriften och om en tänkt urkontinent som under debattens gång fick namnet Pangea.